# Geelvleugeluil
De geelvleugeluil (Thalpophila matura) is een nachtvlinder uit de familie Noctuidae, de uilen. De voorvleugellengte bedraagt tussen de 17 en 20 millimeter. De soort komt verspreid over Europa voor. Hij overwintert als rups.
Opvallend zijn de gele achtervleugels, waardoor wellicht gedacht zou kunnen aan een Noctua-soort

## Waardplanten
De geelvleugeluil heeft als waardplanten allerlei soorten uit de grassenfamilie, zoals borstelgras, beemdgras en zilverhaver.

## Voorkomen in Nederland en België
De geelvleugeluil is in Nederland een algemene soort in de kuststreek, en een veel minder algemene soort uit het midden en zuiden van het land. In België is het een vrij algemene soort, die verspreid over het hele land kan worden gezien. De vlinder kent één generatie die vliegt van halverwege juli tot halverwege september.

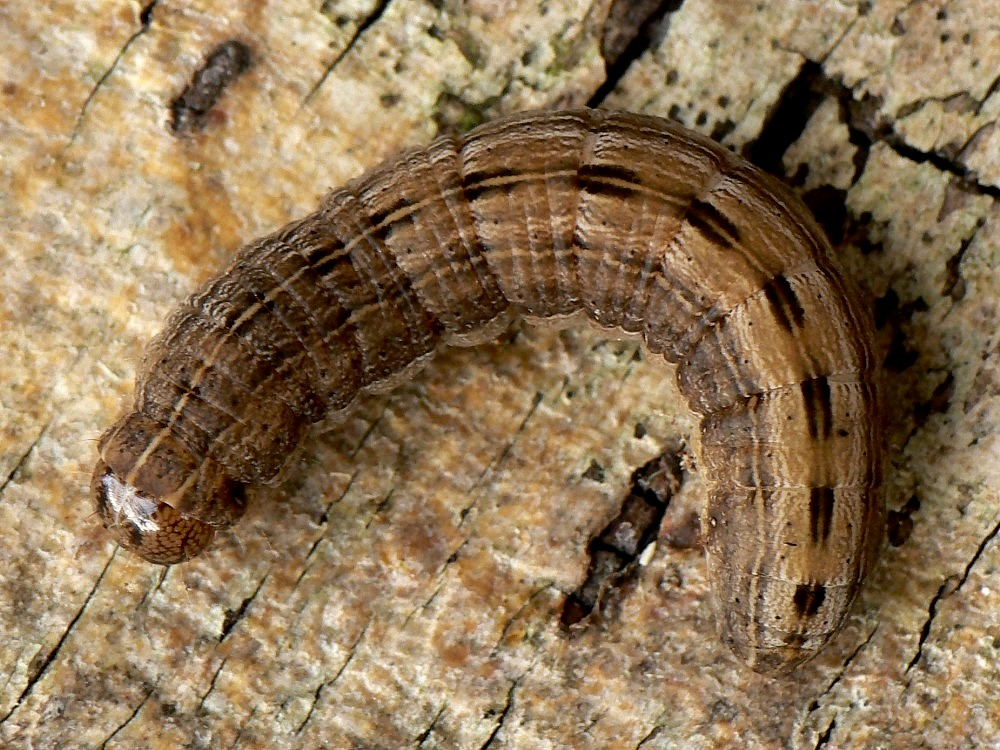
Rups